# Литвинчук Марина Вікторівна
Мари́на Ві́кторівна Литвинчу́к (до шлюбу Полторан; біл. Марына Літвінчук (Паўтаран), 12 березня 1988) — білоруська веслувальниця, байдарочниця, олімпійська медалістка, багаторазова чемпіонка та призерка чемпіонатів світу, Європи та Європейських ігор.

## Виступи на Олімпіадах
| Олімпіада           | Дисципліна                    | Місце |
| ------------------- | ----------------------------- | ----- |
| Лондон 2012         | байдарка-четвірка, 500 метрів | 3     |
| Ріо-де-Жанейро 2016 | байдарка-одиночки, 500 метрів | 4     |
| Ріо-де-Жанейро 2016 | байдарка-двійки, 500 метрів   | 6     |
| Ріо-де-Жанейро 2016 | байдарка-четвірка, 500 метрів | 3     |
| Токіо 2020          | байдарка-одиночки, 500 метрів | 22    |
| Токіо 2020          | байдарка-двійки, 500 метрів   | 6     |
| Токіо 2020          | байдарка-четвірка, 500 метрів | 2     |